# Nísia Floresta
Nísia Floresta è un comune del Brasile nello Stato del Rio Grande do Norte, parte della mesoregione del Leste Potiguar e della microregione di Macaíba.
Il comune aveva il nome originario di Papari, ed ha assunto l'attuale denominazione in onore della poetessa Nísia Floresta Brasileira Augusta, dopo la sua morte.

## Economia
L'economia locale si basa sull'allevamento e sul turismo. Negli ultimi anni s'è sviluppato tantissimo l'allevamento di gamberi (in Portoghese camarão) tanto che Nísia Floresta ha guadagnato il soprannome di Terra dos camarões.

### Turismo
È presente sul territorio la spiaggia di Barra de Tabatinga, caratteristica per avere una media di 300 giorni di sole all'anno. In prossimità della zona Mirante dos Golfinhos si possono notare, durante i pomeriggi, branchi di delfini.